# フォリア
フォリア (folia) は、イベリア半島起源の舞曲。
15世紀末のポルトガルあるいはスペインが起源とされるが、いずれかは定まっていない。サラバンドと同じく3拍子の緩やかな音楽であり、「狂気」あるいは「常軌を逸した」という意味をもち、もともとは騒がしい踊りのための音楽であったことがうかがわれるが、時代を経て優雅で憂いを帯びた曲調に変化した。
フォリアは、低音部の進行および和声進行が定型化されるにつれ、これをもとに変奏曲形式で演奏することが広まった。17世紀にはイタリアで大流行し、多くの作曲家が採り上げている。このような手法は、シャコンヌやパッサカリアなどの変奏曲、あるいは『パッヘルベルのカノン』とも共通するものである。とくに、アルカンジェロ・コレッリの『ヴァイオリンと通奏低音のためのソナタ』作品5（1700年）の12曲中最後に置かれた『ラ・フォリア』がよく知られ、アントニオ・ヴィヴァルディは『トリオ・ソナタ集』作品1（1703年頃）の12曲目にコレッリ形式の『ラ・フォリア』を据えており、コレッリの弟子のフランチェスコ・ジェミニアーニはこの楽曲を、作品5『アルカンジェロ・コレッリのヴァイオリン・ソナタOp.5による合奏協奏曲集』（1726/27年）の中で編曲している。その後も各時代で扱われたほか、フォリアとは明記されていないものでも、フォリアの低音部進行を部分的に採用している曲は多い。
コレッリの曲が有名になったため、フォリアそのものがコレッリの作品と同一視されるという誤解も広まり、20世紀になってセルゲイ・ラフマニノフはフォリアを題材にした変奏曲を作曲したとき、『コレッリの主題による変奏曲』作品42という題名をつけているほどである。

## フォリアの低音部進行
おおむね主音を中心として短音階で進行する。音名で表すと、イ短調の場合、A-E-A-G-C-G-A-Eという調子である。

## フォリアに基づいた作品を書いた作曲家
- ディエゴ・オルティス
- アントニオ・デ・カベソン
- ガスパル・サンス
- アルカンジェロ・コレッリ
- ジャン＝バティスト・リュリ
- マラン・マレー
- アレッサンドロ・スカルラッティ
- アントニオ・ヴィヴァルディ
- フランチェスコ・ジェミニアーニ
- カール・フィリップ・エマヌエル・バッハ
- アントニオ・マルティン・イ・コル
- アントニオ・サリエリ
- フランツ・リスト
- セルゲイ・ラフマニノフ
- 嶋津武仁
- 新実徳英

## その他
- ヴォルフガング・アマデウス・モーツァルトのオペラ『ドン・ジョヴァンニ』で、第1幕の「シャンペンの歌」という曲には、「メヌエットだろうが、ラ・フォリアだろうが、アルマンドだろうが、踊らせろ。」と言っている。
- ルートヴィヒ・ヴァン・ベートーヴェンの交響曲第5番（運命）の第2楽章途中には、フォリアの和声進行が登場する。